# Піас
Піас (ісп. Pías) — муніципалітет в Іспанії, у складі автономної спільноти Кастилія-і-Леон, у провінції Самора. Населення — 157 осіб (2010).
Муніципалітет розташований на відстані близько 330 км на північний захід від Мадрида, 120 км на північний захід від Самори.
На території муніципалітету розташовані такі населені пункти: (дані про населення за 2010 рік)
- Бархакоба: 71 особа
- Піас: 27 осіб
- Вільянуева-де-ла-Сьєрра: 59 осіб

## Демографія
Динаміка населення (INE ):